# Armin Forker
Armin Forker (* 2. April 1931 in Dresden; † 30. Juli 2024 in Leipzig) war ein deutscher Kriminalist und Kriminologe. Forker war von 1968 bis 1997 Professor der Kriminalistik an der Universität Leipzig, der Humboldt-Universität zu Berlin und an der Friedrich-Schiller-Universität Jena.

## Leben
Forker, der in Dresden geboren wurde, erlebte kurz vor Ende des Zweiten Weltkrieges als 13-jähriger Luftschutzhelfer im Februar 1945 die schweren Luftangriffe auf Dresden; ein Ereignis, das ihn stark prägte. Ab 1950 war er bei der Kriminalpolizei der Deutschen Volkspolizei tätig und konnte 1952 eine wissenschaftliche Aspirantur am Institut für Kriminalistik der Humboldt-Universität aufnehmen und gleichzeitig an der rechtswissenschaftlichen Fakultät der Berliner Universität Jura studieren.
Nach erfolgreichem Abschluss übernahm Forker Lehraufträge für Kriminalistik an der juristischen Fakultät der Universität Leipzig. Bereits mit 27 Jahren erhielt er als wissenschaftlicher Oberassistent am Institut für Strafrecht der Universität Leipzig den Auftrag, eine Abteilung Kriminalistik für Forschung und Lehre einzurichten. 1961 promovierte er an der Leipziger Universität mit einer Dissertation zur Untersuchung von Bränden zum Dr. jur. und habilitierte sich dort 1966 mit einer Arbeit über das damals neue Thema Informationsaspekte in der Kriminalistik. 1967 wurde er Dozent für Kriminalistik und 1968 außerordentlicher Professor für Kriminalistik an der juristischen Fakultät der Universität Leipzig. Er wechselte als Leiter des Lehrstuhls Kriminaltaktiken der Sektion Kriminalistik an die Humboldt-Universität nach Berlin und später lehrte und forschte er mit einem eigenen Lehrstuhl für Kriminalistik an der Friedrich-Schiller-Universität in Jena. 1997 wurde er emeritiert.
Armin Forker war Autor zahlreicher Fachveröffentlichungen und Mitautor der Fachzeitschrift Forum der Kriminalistik. Große Verdienste erwarb er sich als Herausgeber der Bibliothek Historische Kriminalistik, einer Auswahl antiquarischer Werke, die er mit Einführungen, Kommentaren und Nachworten zu den Verfassern versah. Die Reprints wurden unter dem Lektorat des Zentralantiquariats Leipzig veröffentlicht, die Einbandgestaltung übernahm der Grafiker Werner Klemke. Im März 2013 erhielt er den Hans-Gross-Preis für herausragende Verdienste um die Kriminalistik vom Landesverband Brandenburg des Bundes Deutscher Kriminalbeamter. Im Juli 2024 verstarb Armin Forker im Alter von 93 Jahren.

## Veröffentlichungen (Auswahl)

### Autor
- Zur Untersuchung von Bränden. (Dissertationsschrift), Ministerium des Innern, Publikationsabteilung, Berlin 1963.
- Kraftfahrzeug-Delikte. Ministerium des Innern, Publikationsabteilung, Berlin 1966.
- Informationsaspekte in der Kriminalistik. Studie über den Einfluß kybernetischer Methoden auf die Kriminalistik, insbesondere über die Verarbeitung von Information in der kriminalistischen Praxis. (Habilitationsschrift), Leipzig 1967.
- Erster Angriff. Lehrmaterial 1971. Humboldt-Universität, Sektion Kriminalistik, Berlin 1972.

### Herausgeber
- Der Sittliche Zustand von Berlin nach Aufhebung der geduldeten Prostitution des weiblichen Geschlechts. Ein Beitrag zur Geschichte der Gegenwart unterstützt durch die vollständigen und freimüthigen Biographien der bekanntesten prostituirten Frauenzimmer in Berlin. Reprint der Ausgabe von 1846, Zentralantiquariat der DDR, Leipzig 1981.
- Erkenntnisse über Kaspar Hauser. Reprint der Ausgabe von 1832, Zentralantiquariat der DDR, Leipzig 1983.
- Practisches Lehrbuch der Criminal-Polizei. Auf Grund eigener langjähriger Erfahrungen zur amtlichen Benutzung für Justiz- und Polizeibeamte und zur Warnung und Belehrung für das Publikum bearbeitet. Reprint der Ausgabe von 1860, Zentralantiquariat der DDR, Leipzig 1983.
- Handbuch für Polizey-Beamte im ausübenden Dienste. Reprint der Ausgabe von 1818, Zentralantiquariat der DDR, Leipzig 1984.
- Constitutio criminalis Theresiana. Tafeln und erläuternde Texte. Reprint der Ausgabe von 1769, Zentralantiquariat der DDR, Leipzig 1986.
- Leben und Ende des berüchtigten Anführers einer Wildschützenbande, Mathias Klostermayrs oder des sogenannten Bayerischen Hiesels. Reprint der Ausgabe von 1772, Zentralantiquariat der DDR, Leipzig 1988.